# Уват (Тюменська область)
Уват (рос. Уват) — село в Тюменській області Росії, адміністративний центр Уватського району. Населення - 5031 особа.

## Географія
Розташоване на лівому березі Іртишу, за 116 км на північний схід від міста Тобольськ.

## Історія
Село Уват відомо з XVII століття. Найменування села походить від хант. оват - «мис» . З моменту заснування і до 1923 року село носило назву Уватське. 